# Tainiterma pachytarsis
Tainiterma pachytarsis är en stekelart som beskrevs av Van Achterberg och Shaw 2001. Tainiterma pachytarsis ingår i släktet Tainiterma och familjen bracksteklar. Inga underarter finns listade i Catalogue of Life.